# L'Actualité Nouvelle-Aquitaine
 (mai 2017).
Si vous disposez d'ouvrages ou d'articles de référence ou si vous connaissez des sites web de qualité traitant du thème abordé ici, merci de compléter l'article en donnant les références utiles à sa vérifiabilité et en les liant à la section « Notes et références ».
L'Actualité Nouvelle-Aquitaine (anciennement Actualité Poitou-Charentes) est une revue trimestrielle éditée par l'Espace Pierre Mendès France à Poitiers, centre de culture scientifique, technique et industrielle, dans la région Nouvelle-Aquitaine,.

## Description
Son rédacteur en chef est Jean-Luc Terradillos.
Le point de départ de la revue est l'actualité du centre Espace Mendès France, notamment les expositions qui s'y déroulent, centre à partir duquel vont découler toute une série de dossiers et d'articles.
Appuyée par le conseil régional avec le concours du CNRS, des universités de Poitiers et de La Rochelle, du Grand Poitiers, du CHU... c'est la seule revue régionale à couvrir les départements de la Charente, Charente-Maritime, Corrèze, Creuse, Deux-Sèvres, Dordogne, Gironde, Haute-Vienne, Landes, Lot-et-Garonne, Pyrénées-Atlantiques et Vienne.
Les missions de cette revue de culture scientifique sont les suivantes :
- populariser la recherche, ses méthodes, ses résultats et ses métiers ;
- favoriser la transmission et le partage des connaissances ;
- entretenir les débats citoyens sur les enjeux sociaux et culturels.